# Giro del Delfinato 1964
Il Giro del Delfinato 1964, diciottesima edizione della corsa, si svolse dal 29 maggio al 6 giugno su un percorso di 1889 km ripartiti in 9 tappe (la terza, la quarta suddivise in due semitappe), con partenza a Avignone e arrivo a Grenoble. Fu vinto dallo spagnolo Valentín Uriona della KAS davanti al francese Raymond Poulidor e allo spagnolo Esteban Martin Jimenez.

## Tappe
| Tappa  | Data      | Percorso                                           | km   | Vincitore di tappa     | Leader cl. generale |
| ------ | --------- | -------------------------------------------------- | ---- | ---------------------- | ------------------- |
| 1ª     | 29 maggio | Avignone > Vals-les-Bains                          | 209  | Jean-Claude Lebaube    | Jean-Claude Lebaube |
| 2ª     | 30 maggio | Vals-les-Bains > Saint-Étienne                     | 203  | Raymond Poulidor       | Jean-Claude Lebaube |
| 3ª-1ª  | 31 maggio | Roanne > Montceau-les-Mines                        | 114  | Bernard Vandekerckhove | Jean-Claude Lebaube |
| 3ª-2ª  | 31 maggio | Montceau-les-Mines > Mâcon                         | 104  | Pierre Le Mellec       | Jean-Claude Lebaube |
| 4ª-1ª  | 1º giugno | Mâcon > Villefranche-sur-Saône (cron. individuale) | 41   | Raymond Poulidor       | Jean-Claude Lebaube |
| 4ª-2ª  | 1º giugno | Villefranche-sur-Saône > Bourg-en-Bresse           | 118  | Rik Van Looy           | Jean-Claude Lebaube |
| 5ª     | 2 giugno  | Bourg-en-Bresse > Annecy                           | 185  | Joseph Novales         | Jean-Claude Lebaube |
| 6ª     | 3 giugno  | Annecy > Aix-les-Bains                             | 221  | Willy Monty            | Valentín Uriona     |
| 7ª     | 4 giugno  | Chambéry > Briançon                                | 245  | Francisco Gabica       | Valentín Uriona     |
| 8ª     | 5 giugno  | Gap > Valence                                      | 221  | André Darrigade        | Valentín Uriona     |
| 9ª     | 6 giugno  | Valence > Grenoble                                 | 228  | André Darrigade        | Valentín Uriona     |
| Totale | Totale    | Totale                                             | 1889 |                        |                     |

## Dettagli delle tappe

### 1ª tappa
- 29 maggio: Avignone > Vals-les-Bains – 209 km

| Pos. | Corridore           | Squadra       | Tempo |
| ---- | ------------------- | ------------- | ----- |
| 1    | Jean-Claude Lebaube | Saint-Raphaël |       |
| 2    | Valentín Uriona     | KAS           |       |
| 3    | René Thijsen        | Wiel's        |       |

| Pos. | Corridore           | Squadra       | Tempo |
| ---- | ------------------- | ------------- | ----- |
| 1    | Jean-Claude Lebaube | Saint-Raphaël |       |

### 2ª tappa
- 30 maggio: Vals-les-Bains > Saint-Étienne – 203 km

| Pos. | Corridore              | Squadra  | Tempo |
| ---- | ---------------------- | -------- | ----- |
| 1    | Raymond Poulidor       | Mercier  |       |
| 2    | André Foucher          | Pelforth |       |
| 3    | Esteban Martin Jimenez | Margnat  |       |

| Pos. | Corridore           | Squadra       | Tempo |
| ---- | ------------------- | ------------- | ----- |
| 1    | Jean-Claude Lebaube | Saint-Raphaël |       |

### 3ª tappa - 1ª semitappa
- 31 maggio: Roanne > Montceau-les-Mines – 114 km

| Pos. | Corridore              | Squadra       | Tempo |
| ---- | ---------------------- | ------------- | ----- |
| 1    | Bernard Vandekerckhove | Solo-Superia  |       |
| 2    | Francois Le Her        | Saint-Raphaël |       |
| 3    | Vin Denson             | Solo-Superia  |       |

| Pos. | Corridore           | Squadra       | Tempo |
| ---- | ------------------- | ------------- | ----- |
| 1    | Jean-Claude Lebaube | Saint-Raphaël |       |

### 3ª tappa - 2ª semitappa
- 31 maggio: Montceau-les-Mines > Mâcon – 104 km

| Pos. | Corridore           | Squadra       | Tempo |
| ---- | ------------------- | ------------- | ----- |
| 1    | Pierre Le Mellec    | Peugeot       |       |
| 2    | Federico Bahamontes | Margnat       |       |
| 3    | Arie den Hartog     | Saint-Raphaël |       |

| Pos. | Corridore           | Squadra       | Tempo |
| ---- | ------------------- | ------------- | ----- |
| 1    | Jean-Claude Lebaube | Saint-Raphaël |       |

### 4ª tappa - 1ª semitappa
- 1º giugno: Mâcon > Villefranche-sur-Saône (cron. individuale) – 41 km

| Pos. | Corridore        | Squadra       | Tempo |
| ---- | ---------------- | ------------- | ----- |
| 1    | Raymond Poulidor | Mercier       |       |
| 2    | Rudi Altig       | Saint-Raphaël |       |
| 3    | Rolf Wolfshohl   | Peugeot       |       |

| Pos. | Corridore           | Squadra       | Tempo |
| ---- | ------------------- | ------------- | ----- |
| 1    | Jean-Claude Lebaube | Saint-Raphaël |       |

### 4ª tappa - 2ª semitappa
- 1º giugno: Villefranche-sur-Saône > Bourg-en-Bresse – 118 km

| Pos. | Corridore       | Squadra      | Tempo |
| ---- | --------------- | ------------ | ----- |
| 1    | Rik Van Looy    | Solo-Superia |       |
| 2    | André Darrigade | Margnat      |       |
| 3    | Fernand Deferm  | Solo-Superia |       |

| Pos. | Corridore           | Squadra       | Tempo |
| ---- | ------------------- | ------------- | ----- |
| 1    | Jean-Claude Lebaube | Saint-Raphaël |       |

### 5ª tappa
- 2 giugno: Bourg-en-Bresse > Annecy – 185 km

| Pos. | Corridore             | Squadra | Tempo |
| ---- | --------------------- | ------- | ----- |
| 1    | Joseph Novales        | Margnat |       |
| 2    | Tom Simpson           | Peugeot |       |
| 3    | Georges Vanconingsloo | Peugeot |       |

| Pos. | Corridore           | Squadra       | Tempo |
| ---- | ------------------- | ------------- | ----- |
| 1    | Jean-Claude Lebaube | Saint-Raphaël |       |

### 6ª tappa
- 3 giugno: Annecy > Aix-les-Bains – 221 km

| Pos. | Corridore              | Squadra  | Tempo |
| ---- | ---------------------- | -------- | ----- |
| 1    | Willy Monty            | Pelforth |       |
| 2    | Rolf Wolfshohl         | Peugeot  |       |
| 3    | Esteban Martin Jimenez | Margnat  |       |

| Pos. | Corridore       | Squadra | Tempo |
| ---- | --------------- | ------- | ----- |
| 1    | Valentín Uriona | KAS     |       |

### 7ª tappa
- 4 giugno: Chambéry > Briançon – 245 km

| Pos. | Corridore        | Squadra       | Tempo |
| ---- | ---------------- | ------------- | ----- |
| 1    | Francisco Gabica | KAS           |       |
| 2    | Arie den Hartog  | Saint-Raphaël |       |
| 3    | Sebastian Elorza | KAS           |       |

| Pos. | Corridore       | Squadra | Tempo |
| ---- | --------------- | ------- | ----- |
| 1    | Valentín Uriona | KAS     |       |

### 8ª tappa
- 5 giugno: Gap > Valence – 221 km

| Pos. | Corridore        | Squadra  | Tempo |
| ---- | ---------------- | -------- | ----- |
| 1    | André Darrigade  | Margnat  |       |
| 2    | Carmine Preziosi | Pelforth |       |
| 3    | Sebastian Elorza | KAS      |       |

| Pos. | Corridore       | Squadra | Tempo |
| ---- | --------------- | ------- | ----- |
| 1    | Valentín Uriona | KAS     |       |

### 9ª tappa
- 6 giugno: Valence > Grenoble – 228 km

| Pos. | Corridore           | Squadra       | Tempo |
| ---- | ------------------- | ------------- | ----- |
| 1    | André Darrigade     | Margnat       |       |
| 2    | Tom Simpson         | Peugeot       |       |
| 3    | Jean-Claude Lebaube | Saint-Raphaël |       |

| Pos. | Corridore              | Squadra | Tempo     |
| ---- | ---------------------- | ------- | --------- |
| 1    | Valentín Uriona        | KAS     | 52h57'13" |
| 2    | Raymond Poulidor       | Mercier | a 1'58"   |
| 3    | Esteban Martin Jimenez | Margnat | a 3'32"   |

## Classifiche finali

### Classifica generale
| Pos. | Corridore              | Squadra                  | Tempo     |
| ---- | ---------------------- | ------------------------ | --------- |
| 1    | Valentín Uriona        | KAS                      | 52h57'13" |
| 2    | Raymond Poulidor       | Mercier-BP-Hutchinson    | a 1'58"   |
| 3    | Esteban Martin Jimenez | Margnat-Paloma-Dunlop    | a 3'32"   |
| 4    | Francisco Gabica       | KAS                      | a 4'03"   |
| 5    | André Foucher          | Pelforth-Sauvage-Lejeune | a 4'07"   |
| 6    | Federico Bahamontes    | Margnat-Paloma-Dunlop    | a 4'38"   |
| 7    | Fernando Manzaneque    | Ferrys                   | a 4'42"   |
| 8    | Eusebio Vélez          | KAS                      | a 5'06"   |
| 9    | Jean-Claude Lebaube    | Saint-Raphaël            | a 5'16"   |
| 10   | José Perez Frances     | Ferrys                   | a 5'37"   |